# Sacco di Prato
Als Sacco di Prato  wird die Plünderung (italienisch sacco) der toskanischen Stadt Prato während der Italienischen Kriege durch das aragonesische Heer unter Ramón de Cardona vom 29. August bis 21. September 1512 bezeichnet.

## Geschichte

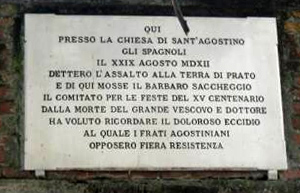
Gedenktafel für den Sacco di Prato

1494 wurden die Medici aus Florenz vertrieben und die Florentiner Republik gegründet. Auf Drängen von Kardinal Giovanni dei Medici (der zukünftige Papst Leo X.) unterstützte Papst Julius II. die Rückeroberung von Florenz durch die spanische Armee. 
1512 wurde der spanische Vizekönig von Neapel und Heerführer de Cardona während des Kriegs der Heiligen Liga in die Emilia entsandt, um die Rebellion von Bologna gegen den Papst zu beenden. Er stieß aber auf französische Truppen und wurde in der Schlacht bei Ravenna, einer der blutigsten in der Renaissancezeit in Italien, von Gaston de Foix besiegt. Als die besiegte spanische Armee auf dem Weg von Bologna und Ravenna nach Florenz in die Nähe von Prato kam, beschloss sie, die Stadt anzugreifen – zum einen, um ein Exempel zu statuieren, wie es den Florentinern ergehen könnte, und zum anderen, um die Stärke der Armee zu demonstrieren.
Am 29. August 1512 – nach langem Kampf – zogen die Spanier in die Stadt Prato ein. Die Spanier zeigten kein Mitleid mit den Menschen (auch nicht mit Frauen, Kindern und älteren Menschen), die sich in die Kirchen geflüchtet hatten. Die Plünderung von Prato dauerte 21 Tage, geprägt von Terror und blutigen Kämpfen. Bis zu 6.000 Bürger von Prato wurden durch das Heer de Cardonas getötet.
Die Besetzung dauerte bis zum 21. September 1512. Es war ein Ereignis von bemerkenswerter Bedeutung, nicht so sehr wegen des Ausmaßes des Massakers, das zu den grausamsten des Jahrhunderts in Italien gehörte, sondern weil es als Machtdemonstration gegen das nahe gelegene republikanische und gegenüber den Medici rebellische Florenz den Auftakt zu Ereignissen bildete, die das Schicksal einer der reichsten und mächtigsten Republiken Italiens zu jener Zeit bestimmen sollten.

## Auswirkungen
Die Bevölkerung in Florenz geriet in Panik. Die Gruppe der Ottimati zwang das Stadtoberhaupt Piero Soderini dazu, zurückzutreten und die Stadt zu verlassen. Cardonas Bedingungen wurden akzeptiert: die Wiedereinsetzung der Medici, eine Geldzahlung von 150.000 Florin und ein Bündnis mit Spanien. Am 1. September 1512 betraten Giuliano und Giovanni de’ Medici und ihr Neffe Lorenzo mit aragonesischen Truppen Florenz. Ein parlamento wurde einberufen und eine Bali gebildet, die den Gran Consiglio abschaffte und eine Verfassung ähnlich jener von Lorenzo il Magnificos schuf. Giuliano de’ Medici wurde der De-facto-Kopf der Regierung in Florenz.